# ベイビートロン
ジェームズ・エドワード・ジョンソン4世（James Edward Johnson IV、2000年6月6日 - ）は、ベイビートロン（BabyTron）のステージネームで知られる、アメリカ合衆国のラッパーであり、ヒップホップグループShittyBoyzのメンバーである。ミシガン州メトロ・デトロイトのイプシランティで生まれ育ち、2019年にリリースしたミックステープ『BIN Reaper』に収録され、バイラルヒットした楽曲「Jesus Shuttleworth」で注目を集めた。

## 生い立ちと教育
ジェームズ・エドワード・ジョンソン4世は2000年6月6日にミシガン州イプシランティで生まれた。イプシランティのリンカーン高校に通い、2018年に卒業した。

## キャリア

### 2017年–2021年：初期のキャリア、『BIN Reaper』、『BIN Reaper 2』
ベイビートロンは13歳の時に、幼なじみのTrDeeとStanWillと共に音楽を本格的に始め、高校時代にラップトリオShittyBoyzを結成した。ベイビートロンはまた、ソロの曲やミックステープをストリーミングプラットフォームで継続的にリリースしていた。2017年に初の公式ミックステープ『Different Breed』をリリース。2年後、デビューミックステープ『BIN Reaper』をリリースし、収録曲「Jesus Shuttlesworth」がヒップホップコミュニティ内でバイラルヒットした。この曲からは様々なミームが生まれた。2020年、初のアルバム『Sleeve Nash』をリリースし、続いて『Back to the Future』をリリースした。2021年には、リル・ヨッティのミックステープ『Michigan Boy Boat』に収録された楽曲「Hybrid」にフィーチャーされ、同年、ソロ2作とコラボ2作のミックステープをリリースした。2021年10月のミックステープ『BIN Reaper 2』には、リル・ヨッティとマイルズ・ブリッジズ（RTB MB名義）がフィーチャーされた。

### 2022年–現在：『MegaTron』と『BIN Reaper 3』
ベイビートロンは2022年、1曲の中で多数の人気ビートに乗せてラップするシリーズの楽曲で注目を集めた。これは1月の「Prince of the Mitten」から始まり、同月後半には「King of the Galaxy」が続いた。彼の最も有名な曲は「Emperor of the Universe」で、2022年5月17日にリリースされ、コール・ベネットが監督したミュージックビデオも公開された。2022年6月14日には『XXL』誌の2022年フレッシュマン・クラスの一員に選ばれ、『XXL』のフリースタイルサイファーに出演した。
8月2日、TrDeeとのシングル「Blah Blah Blah」がリリースされた。ShittyBoyzのセカンドミックステープ『Trifecta 2』は2022年8月5日にリリースされた。9月19日、ベイビートロンは7枚目のミックステープ『BIN Reaper 3』を発表した。2022年10月28日、『BIN Reaper 3: Old Testament』がリリースされ、『ビルボード200』で69位を記録し、自身初のチャートインを果たした。
2023年1月5日、ベイビートロンは8枚目のミックステープ『BIN Reaper 3: New Testament』を発表した。このアルバムにはリル・ヨッティ、ベイビーフェイス・レイ、コーデーがフィーチャーされている。『New Testament』は『BIN Reaper 3: Old Testament』の続編として位置づけられている。アルバムは2023年1月13日にリリースされ、『ビルボード200』で100位を記録した。
2023年2月8日に逮捕された後、ベイビートロンは2月24日にサプライズでEP『Out on Bond』をリリースし、その後5枚目のアルバム『MegaTron 2』をリリースした。
2024年2月24日、9枚目のミックステープ『Case Dismissed』をリリース。同年7月、ベイビートロンはエミネムのシングル「Tobey」にビッグ・ショーンと共にフィーチャーされた。2024年11月8日には6枚目のアルバム『Tronicles』をリリースした。彼の最も有名な曲は「Tobey」で、120万ページビューを記録している。

## ディスコグラフィ

### スタジオ・アルバム
- BIN Reaper 2 (2021)
- Megatron (2022)
- BIN Reaper 3: Old Testament (2022)
- BIN Reaper 3: New Testament (2023)
- 6 (2023)
- MegaTron 2 (2023)
- Tronicles (2024)